# Le lion a des ailes
Pour les articles homonymes, voir Lion (homonymie).
Pour plus de détails, voir Fiche technique et Distribution.
Le lion a des ailes (The Lion Has Wings) est un film britannique réalisé par Adrian Brunel, Brian Desmond Hurst, Michael Powell et Alexander Korda (non crédité), sorti en 1939.
Ce film est un ancêtre de nos docu-fictions, film de guerre et de film de propagande destiné, grâce à un mélange de documentaires sur l'effort de guerre britannique et de parties jouées par des acteurs - qui s'enchâssent entre eux et leur donnent vie - à rassurer la population sur la préparation de leurs armées sur terre, sur les mers et particulièrement dans les airs.

## Synopsis
Le film commence par un historique des promesses non tenues par Hitler, avec ses diverses invasions de territoires et la manière dont les autres pays l'ont laissé faire. En contrepartie de la militarisation à outrance des Allemands, l'effort britannique est montré comme efficace et durable. Cette fois, ils sont prêts et peuvent tenir. La plus grande partie montre les combats de la Royal Air Force, expliquant le dispositif qui empêche l'ennemi de prendre le pays au dépourvu et de l'attaquer.

## Fiche technique
- Titre original : The Lion Has Wings
- Titre français : Le lion a des ailes
- Réalisation : Adrian Brunel, Brian Desmond Hurst, Michael Powell et Alexander Korda (non crédité)
- Scénario : E.V.H. Emmett, Adrian Brunel, Lajos Biró
- Décors : Vincent Korda
- Photographie : Osmond Borradaile, Bernard Browne et Harry Stradling Sr.
- Son : John W. Mitchell
- Montage : Henry Cornelius, Charles Frend, Hugh Stewart, Derek N. Twist et William Hornbeck
- Direction musicale : Muir Mathieson
- Musique : Richard Addinsell
- Production : Alexander Korda
- Production associée : Ian Dalrymple
- Sociétés de production : London Film Productions, Alexander Korda Film Productions
- Société de distribution : United Artists Corporation
- Pays de production :  Royaume-Uni
- Langue originale : anglais
- Format : Noir et blanc - — 35 mm — 1,37:1 - Son Mono (Western Electric Mirrophonic Recording)
- Genre : Film de propagande
- Dates de sortie : 
  - Royaume-Uni : 3 novembre 1939
  - France : 27 décembre 1939

## Distribution
- Merle Oberon : Mme Richardson
- Ralph Richardson : le commandant Richardson
- June Duprez : June
- Flora Robson : la reine Élisabeth Ire d'Angleterre (tiré de L'Invincible Armada)
- Robert Douglas : l’officier d’instruction
- Anthony Bushell : un pilote
- Brian Worth : Bobby
- Austin Trevor : Schulemburg
- Ivan Brandt : un officier
- G.H. Mulcaster : le contrôleur
- Torin Thatcher : le marin recevant les informations sur les activités allemandes
- Ronald Adam : Chef de bombardier allemand
- Derrick De Marney : Bill, le navigateur
- Charles Carson : l'officier d'anti-aérien